# لياندرو فيتيلو
لياندرو فيتيلو (بالإيطالية: Leandro Vitiello)‏ (16 أكتوبر 1985 بسكافاتي في إيطاليا - ) هو لاعب كرة قدم إيطالي في مركز الوسط. شارك مع منتخب إيطاليا تحت 17 سنة لكرة القدم. أما مع النوادي، فقد لعب مع نادي أسكولي ونادي بيلينزونا ونادي بينيفينتو ونادي فيتشينزا ونادي كاتانزارو ونادي كريمونيسي وASD Città di Acireale 1946 ‏ وايه إس دي سامبينديتيس كالتشيو ‏ وAS Melfi ‏ وأوستيا ماري 1945 ‏ ونادي غروسيتو.

## روابط خارجية
- لياندرو فيتيلو على موقع قاعدة بيانات كرة القدم.إي يو (الإنجليزية)
- لياندرو فيتيلو على موقع Soccerway.com (الإنجليزية)
- لياندرو فيتيلو على موقع عالم كرة القدم.نت (الإنجليزية)